# جاده ئی۹۵۱ اروپا
جاده ئی۹۵۱ اروپا (به انگلیسی: European route E951) یکی از جاده‌های درجه ۲ قاره اروپا است.
این جاده که در کشور یونان قرار دارد از شهر یوآنینا شروع شده و در شهر موسولوگی به پایان می‌رسد.